# Hoppelpoppel (Getränk)
Hoppelpoppel ist die Bezeichnung für verschiedene Varianten von Eierpunsch. Die Grundbestandteile sind Eigelb, zerstoßener Kandiszucker oder Hutzucker sowie Sahne und Rum oder Weinbrand. Gewürzt wird der Hoppelpoppel mit Muskatnuss, Vanille oder Zitronenschale, daneben gibt man je nach Variante Eischnee oder heißes Wasser zu.
Hoppelpoppel kann heiß oder als Kaltgetränk  serviert werden.
Als Wort bezeichnet es ebenfalls eine Berliner Variante des Bauernfrühstücks.